# Arcuphantes scitulus
Arcuphantes scitulus là một loài nhện trong họ Linyphiidae.
Loài này thuộc chi Arcuphantes. Arcuphantes scitulus được Kap Yong Paik miêu tả năm 1974.